# (400185) 2006 WC139
(400185) 2006 WC139 es un asteroide perteneciente al cinturón de asteroides, descubierto el 19 de noviembre de 2006 por el equipo del Spacewatch desde el Observatorio Nacional de Kitt Peak, Arizona, Estados Unidos.

## Designación y nombre
Designado provisionalmente como 2006 WC139.

## Características orbitales
2006 WC139 está situado a una distancia media del Sol de 2,654 ua, pudiendo alejarse hasta 3,359 ua y acercarse hasta 1,948 ua. Su excentricidad es 0,265 y la inclinación orbital 6,332 grados. Emplea 1579,32 días en completar una órbita alrededor del Sol.

## Características físicas
La magnitud absoluta de 2006 WC139 es 17,3.